# هالاسان
هالاسان یک آتشفشان سپری غیرفعال در جزیره ججو، کره جنوبی است. هالاسان بلندترین قله در کره جنوبی است.

## نگارخانه

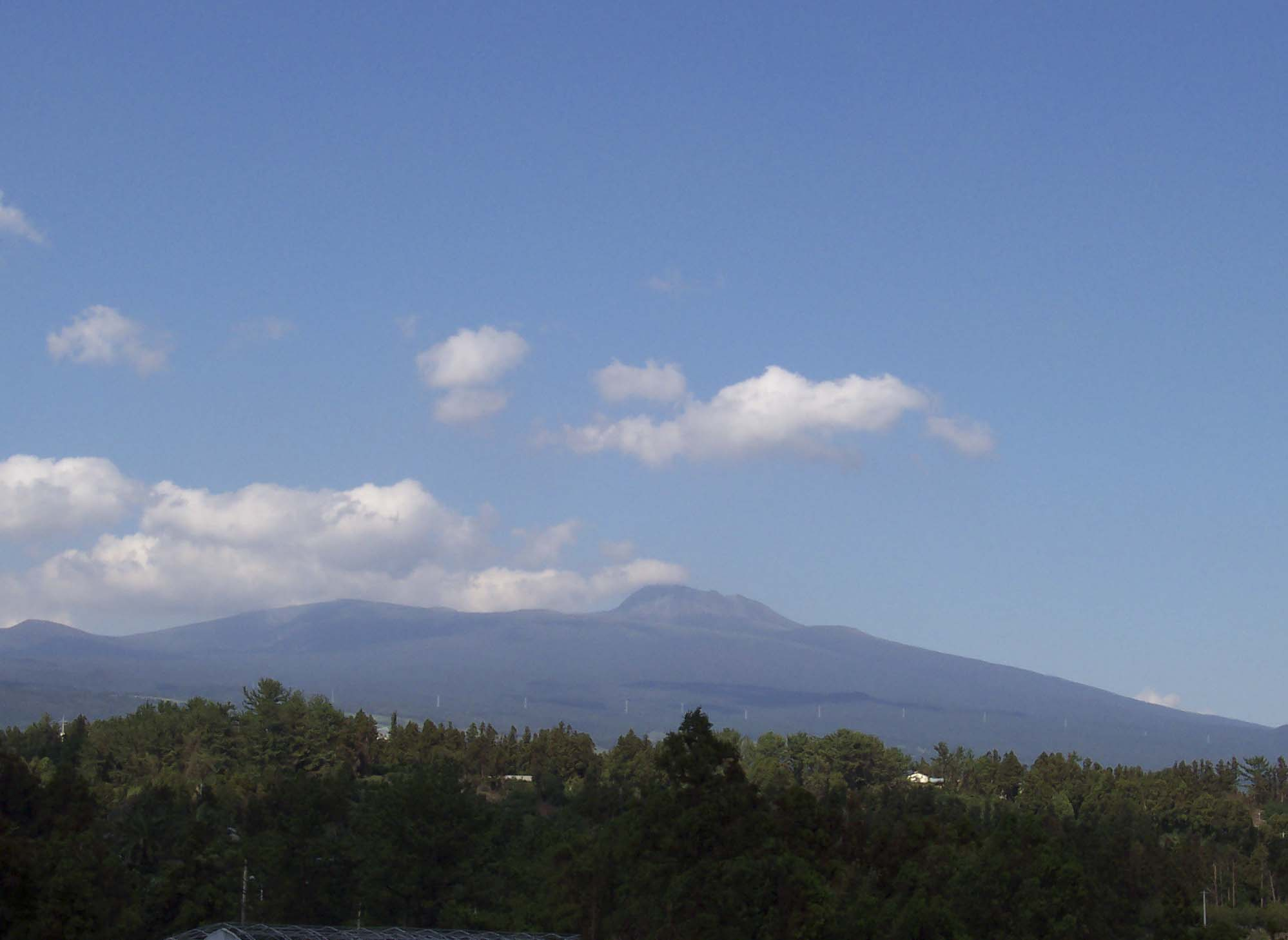
هالاسان از دور
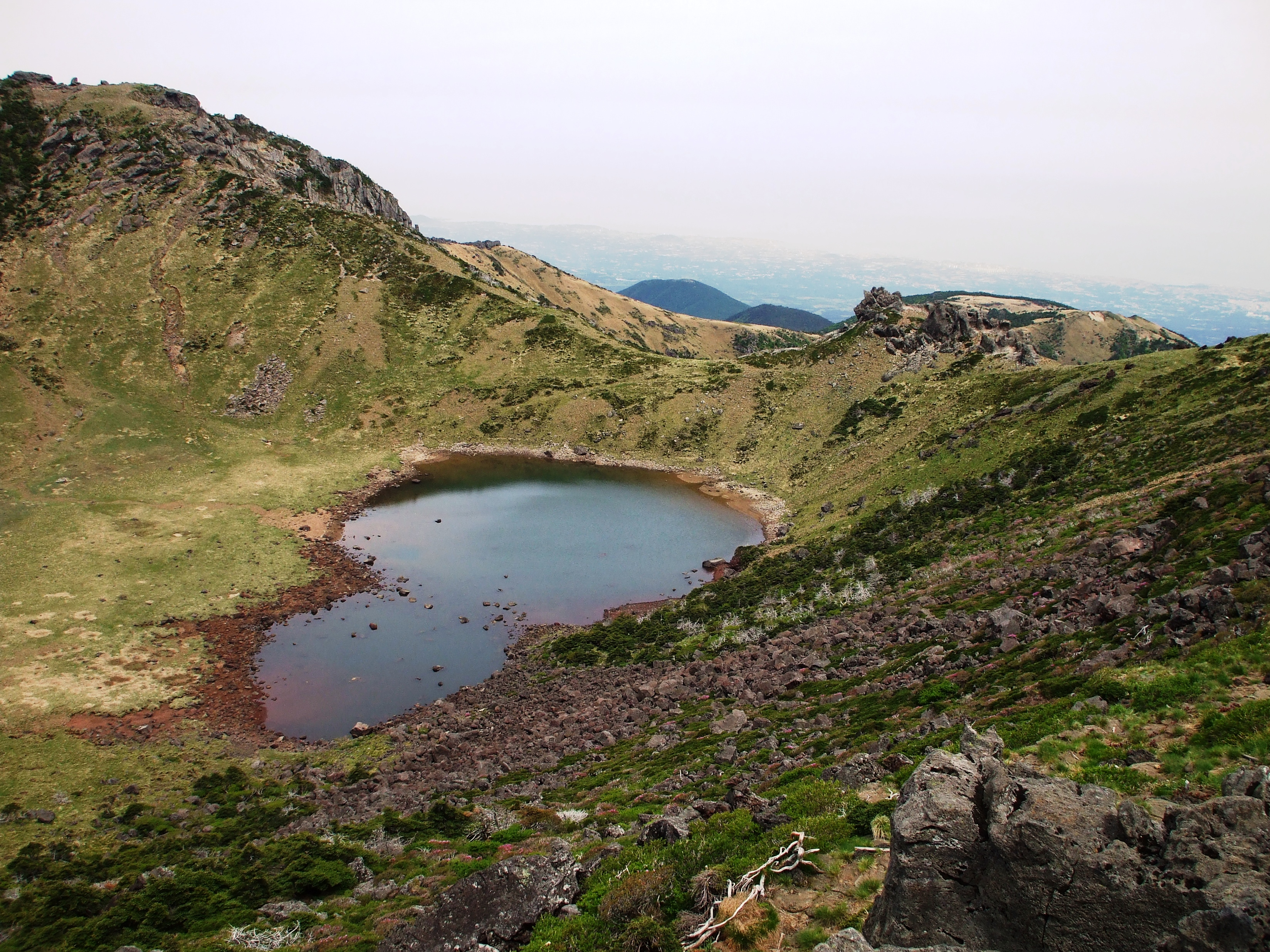
دریاچه قله
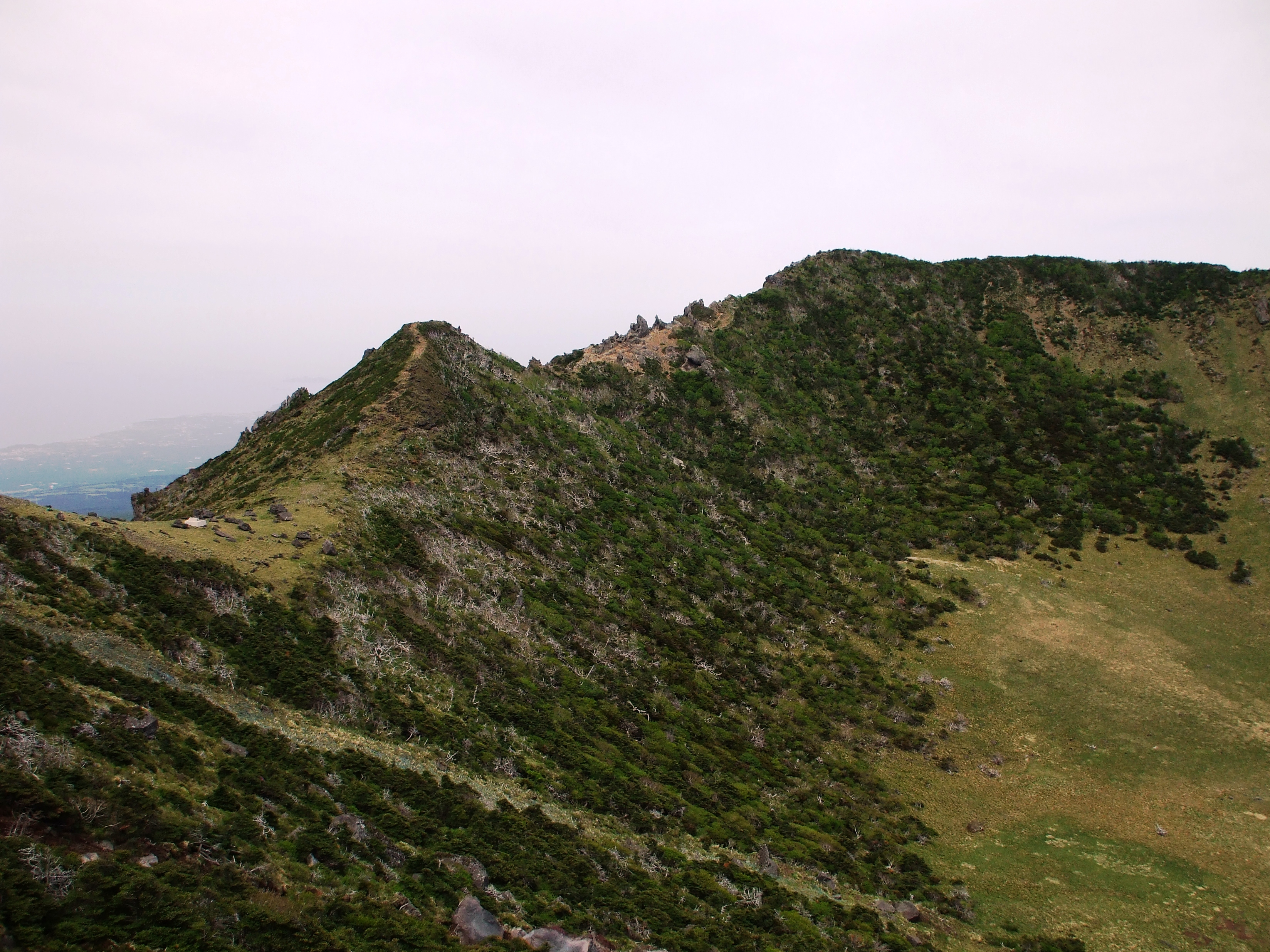
A هالاسان از بالا
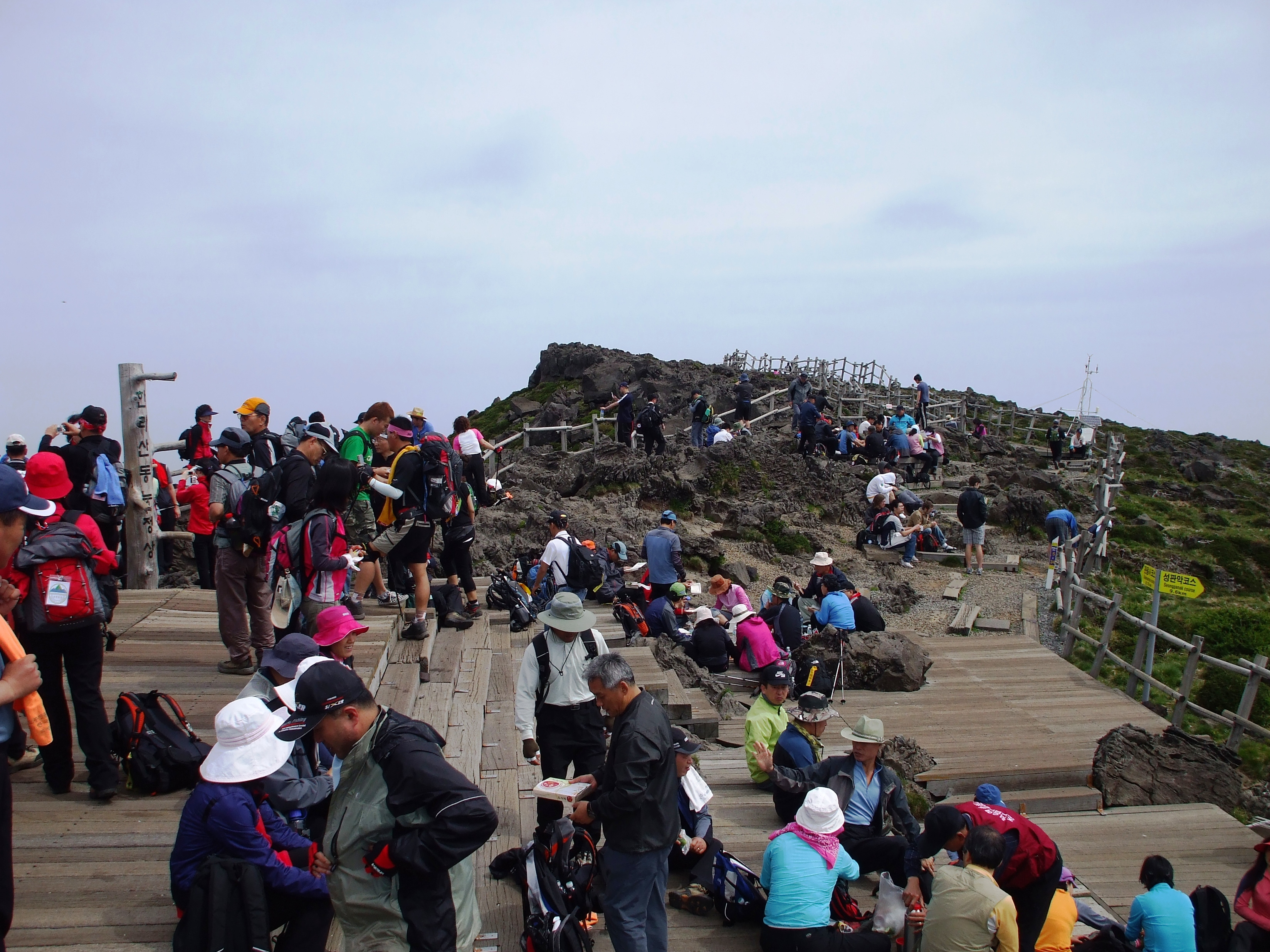
پوشیده شده از جعمیت کوهنورد
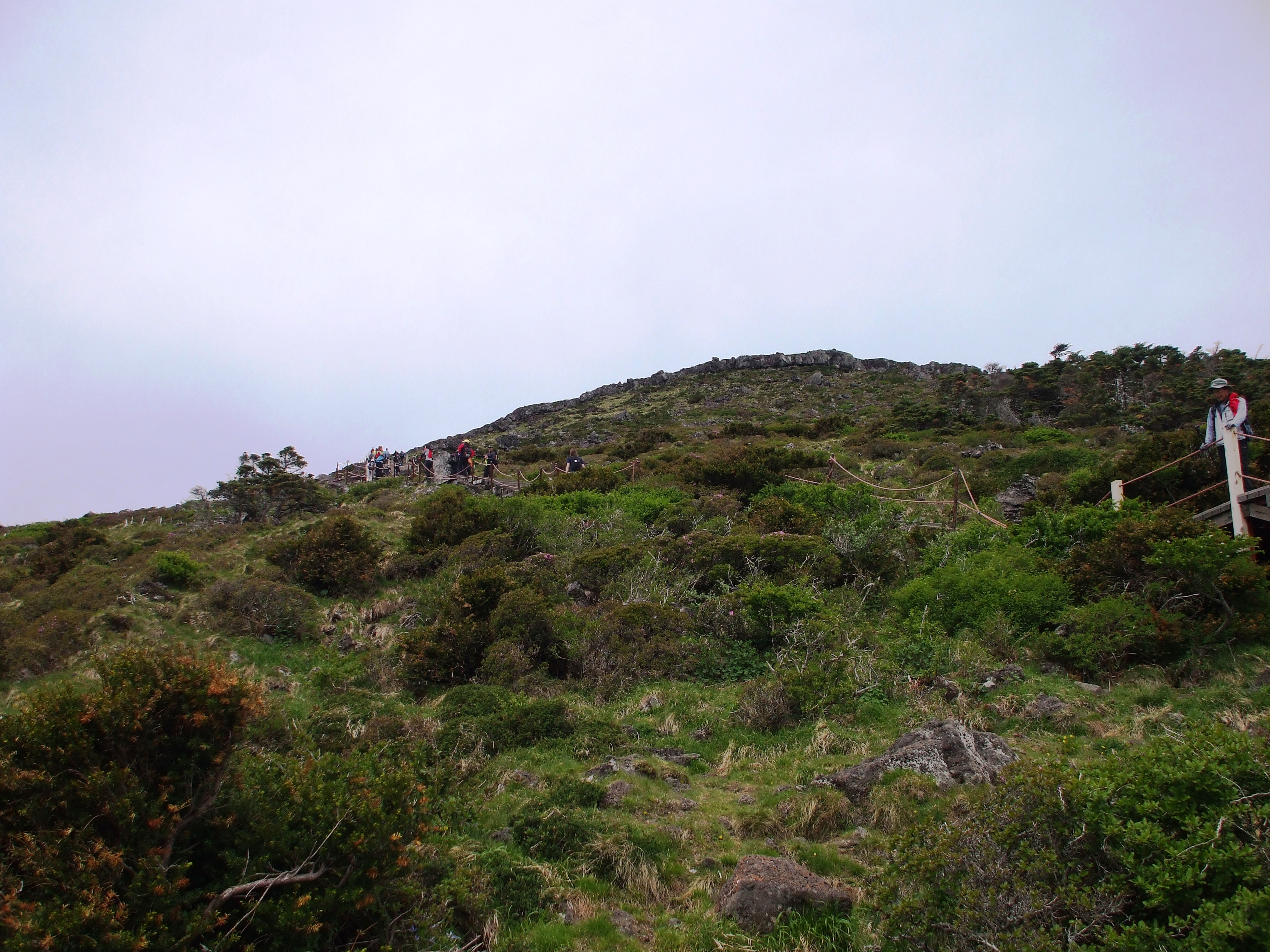
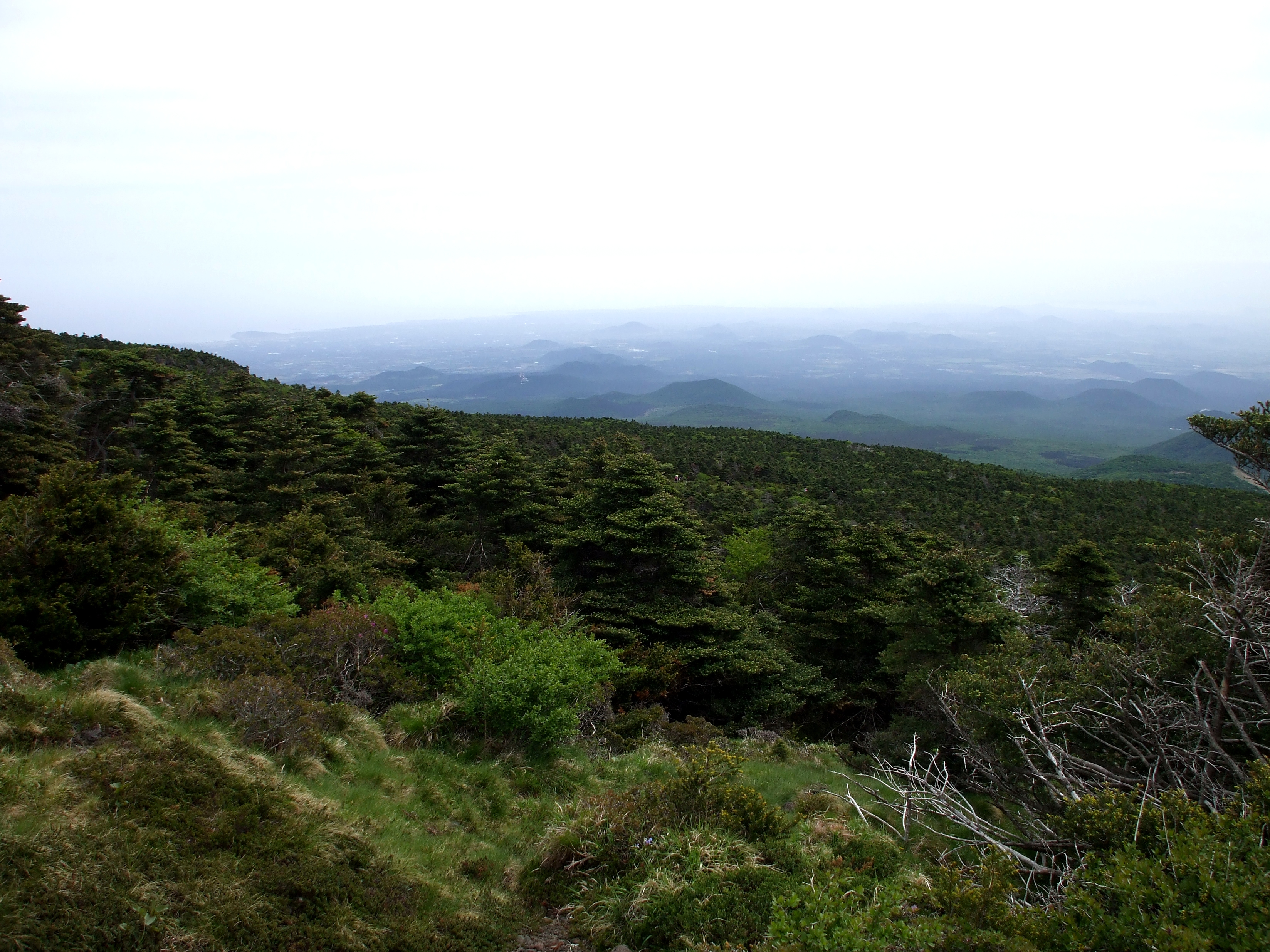
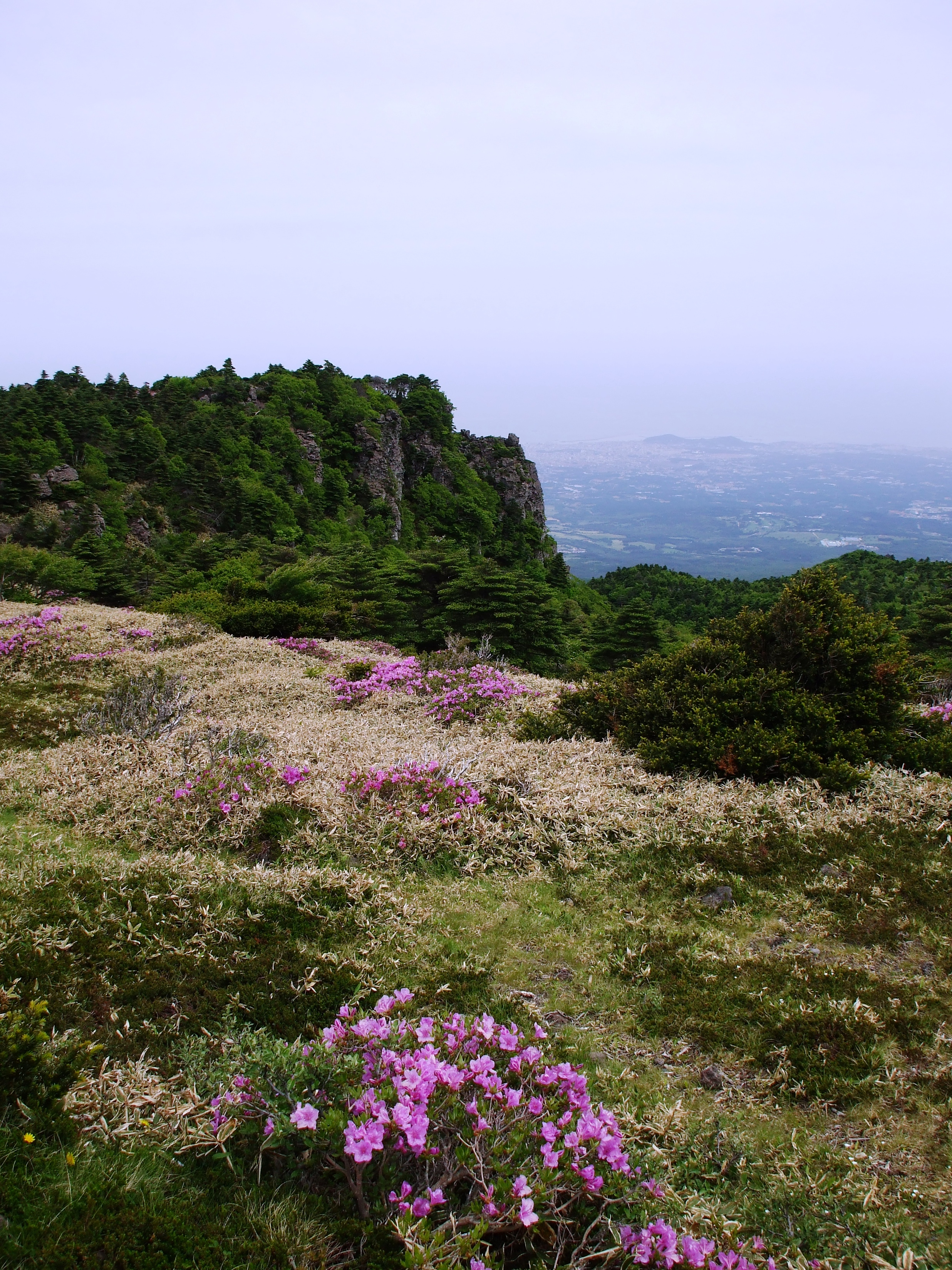
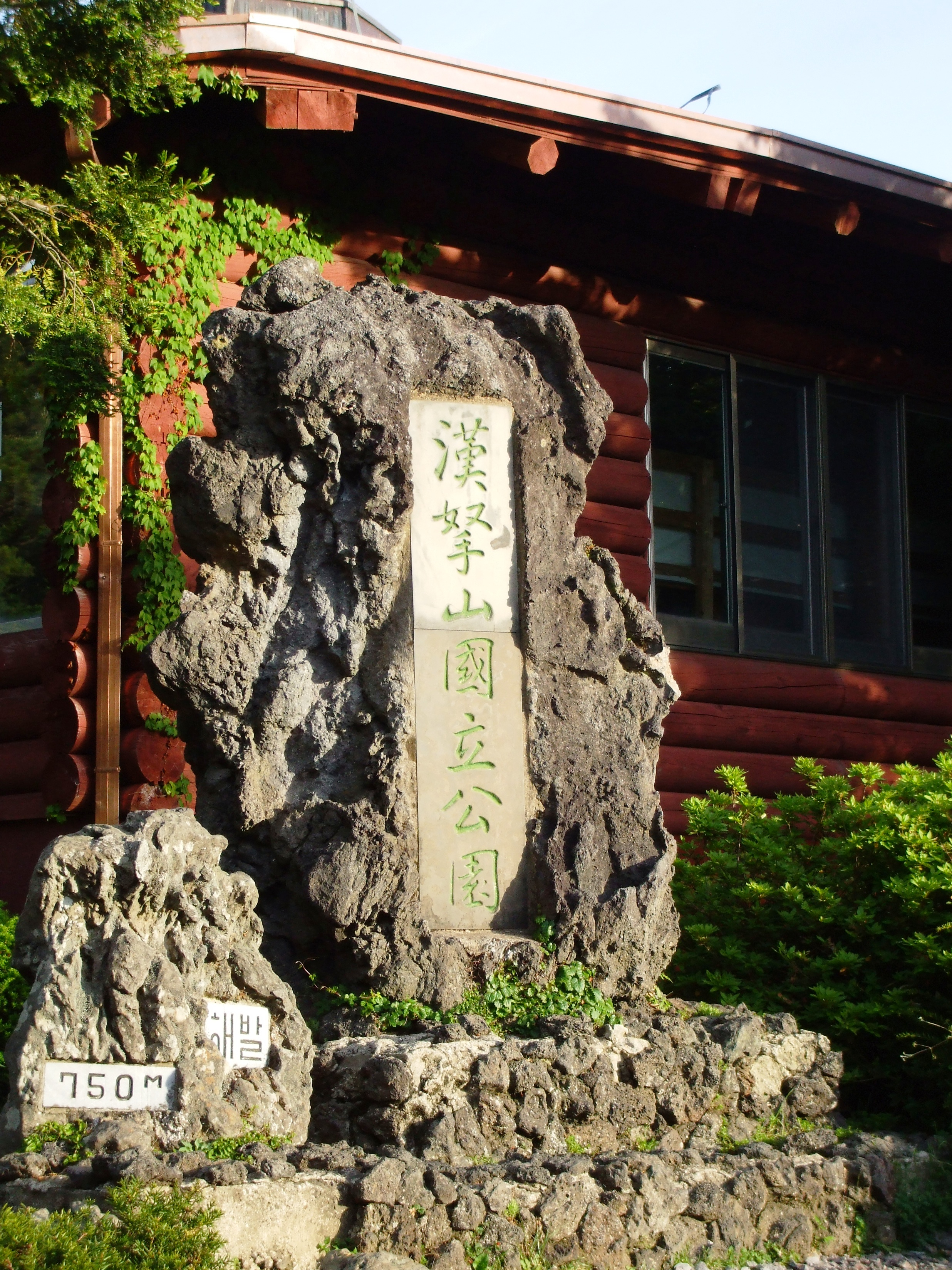